# Skikda
Skikda (tiếng Ả Rập: سكيكدة) là một thành phố thủ phủ của tỉnh Skikda của Algérie. Thành phố có tổng diện tích km², trong đó diện tích đất là km², dân số theo ước tính năm 2005 là 178.687 người. Đây là thành phố lớn thứ 16 Algérie.

## Khí hậu
| Dữ liệu khí hậu của Skikda              | Dữ liệu khí hậu của Skikda | Dữ liệu khí hậu của Skikda | Dữ liệu khí hậu của Skikda | Dữ liệu khí hậu của Skikda | Dữ liệu khí hậu của Skikda | Dữ liệu khí hậu của Skikda | Dữ liệu khí hậu của Skikda | Dữ liệu khí hậu của Skikda | Dữ liệu khí hậu của Skikda | Dữ liệu khí hậu của Skikda | Dữ liệu khí hậu của Skikda | Dữ liệu khí hậu của Skikda | Dữ liệu khí hậu của Skikda |
| Tháng                                   | 1                          | 2                          | 3                          | 4                          | 5                          | 6                          | 7                          | 8                          | 9                          | 10                         | 11                         | 12                         | Năm                        |
| --------------------------------------- | -------------------------- | -------------------------- | -------------------------- | -------------------------- | -------------------------- | -------------------------- | -------------------------- | -------------------------- | -------------------------- | -------------------------- | -------------------------- | -------------------------- | -------------------------- |
| Trung bình ngày tối đa °C (°F)          | 16.1 (61.0)                | 16.6 (61.9)                | 17.5 (63.5)                | 19.5 (67.1)                | 22.2 (72.0)                | 25.1 (77.2)                | 28.4 (83.1)                | 28.9 (84.0)                | 27.3 (81.1)                | 24.3 (75.7)                | 20.5 (68.9)                | 17.1 (62.8)                | 22.0 (71.6)                |
| Trung bình ngày °C (°F)                 | 12.0 (53.6)                | 12.3 (54.1)                | 13.2 (55.8)                | 15.1 (59.2)                | 17.9 (64.2)                | 21.0 (69.8)                | 23.9 (75.0)                | 24.6 (76.3)                | 22.9 (73.2)                | 19.8 (67.6)                | 16.1 (61.0)                | 13.0 (55.4)                | 17.6 (63.7)                |
| Tối thiểu trung bình ngày °C (°F)       | 8.0 (46.4)                 | 7.9 (46.2)                 | 8.8 (47.8)                 | 10.7 (51.3)                | 13.5 (56.3)                | 16.7 (62.1)                | 19.4 (66.9)                | 20.2 (68.4)                | 18.5 (65.3)                | 15.3 (59.5)                | 11.6 (52.9)                | 8.9 (48.0)                 | 13.3 (55.9)                |
| Lượng Giáng thủy trung bình mm (inches) | 115.3 (4.54)               | 94.0 (3.70)                | 75.6 (2.98)                | 60.8 (2.39)                | 29.9 (1.18)                | 13.1 (0.52)                | 2.9 (0.11)                 | 9.7 (0.38)                 | 30.1 (1.19)                | 75.0 (2.95)                | 99.2 (3.91)                | 123.0 (4.84)               | 728.6 (28.69)              |
| Nguồn: NOAA                             |                            |                            |                            |                            |                            |                            |                            |                            |                            |                            |                            |                            |                            |